# شهرستان کووانا، میه

محل بخش کووانا به رنگ قهوه ای نشان داده شده‌است.

شهرستان کووانا، میه (به ژاپنی: 桑名郡 Kuwana-gun) یک منطقه است که در استان میه واقع شده‌است. این منطقه در سال ۲۰۰۴ میلادی ۷٬۰۹۱ نفر جمعیت و ۴۵۱ نفر تراکم جمعیت داشته‌است.
در ۶ دسامبر ۲۰۰۴ دو بخش ناگاشیما، میه و تادو، میه با شهر کووانا، میه ادغام شدند.